# San Lorenzo del Vallo
San Lorenzo del Vallo è un comune italiano di 3 046 abitanti della provincia di Cosenza, in Calabria.

## Geografia fisica

### Territorio
Il comune di San Lorenzo del Vallo è situato a nord del comune di Cosenza e confina a nord con il comune di Castrovillari, a sud con il comune di Tarsia, ad est con il comune di Spezzano Albanese e ad ovest con i comuni di Altomonte e Roggiano Gravina. È attraversato dal fiume Esaro.

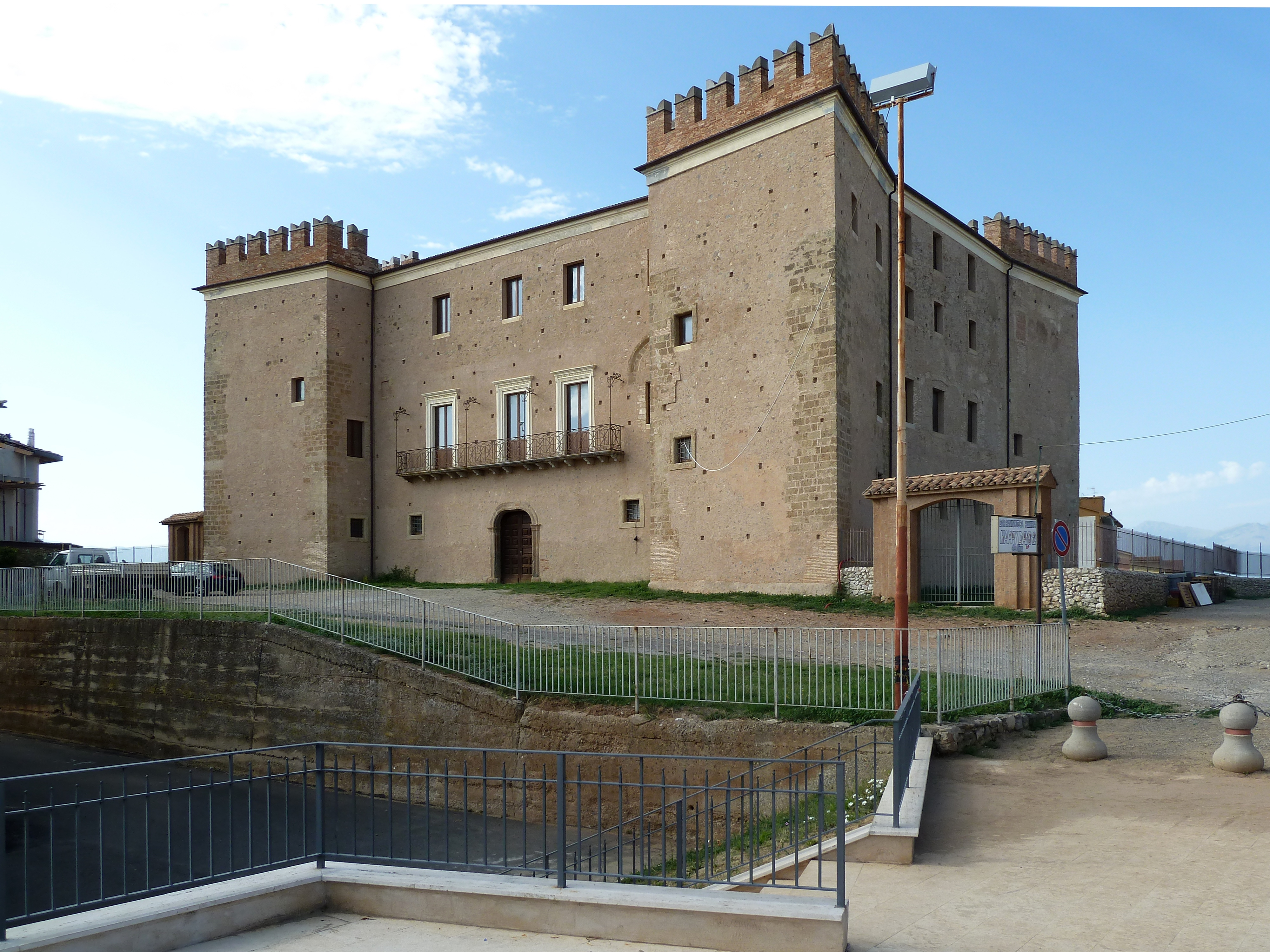
Castello di San Lorenzo del Vallo dopo i lavori di restauro

Il territorio comunale è compreso tra 48 e 358 metri s.l.m. con un'escursione altimetrica complessiva pari a 310 metri.

### Clima
Il clima di San Lorenzo del Vallo è quello tipico mediterraneo delle aree interne collinari. Presenta estati calde ed afose e inverni freddi e umidi.
Per quanto riguarda le temperature, le minime raggiungono i 3 °C con punte sotto gli 0 °C, le massime i 33 °C con punte sopra i 36 °C.
I volumi massimi di precipitazioni si verificano due volte l'anno: uno in autunno e uno in inverno. Risultano più piovosi i mesi di novembre, dicembre e gennaio con più di 120 mm di media. I volumi minimi di precipitazioni, invece, si collocano nei mesi estivi di giugno, luglio e agosto con meno di 20 mm di media. Nevica circa una volta ogni 2-3 anni, con accumuli considerevoli.

## Storia
La storia di San Lorenzo del Vallo ha origini molto antiche. Vari ritrovamenti di conchiglie marine hanno permesso di ipotizzare che il territorio fosse in passato sommerso dal mare.
È difficile stabilire con precisione quando vi furono i primi insediamenti umani nella zona dell’attuale paese; tuttavia, esistono evidenze che dimostrano come il territorio attuale di San Lorenzo abbia ospitato un accampamento dell'esercito romano chiamato Castrum Laurentum.
Nell'XI e nel XII secolo la zona vide l'arrivo dei Normanni di Roberto il Guiscardo, giunti in Calabria per amministrare i feudi da loro conquistati. Ancora oggi non è chiaro se il territorio di San Lorenzo appartenesse all'epoca alla fortezza di Scribla o al Castello di Jentilino. Successivamente, divenne feudo dei Caracciolo prima e dei Sanseverino dopo.
Nel XVIII secolo, al nome San Lorenzo fu aggiunta la dicitura "della Valle", quasi certamente in onore ai de Alarcón y Mendoza, marchesi della Valle Siciliana. Nel corso del secolo successivo venne cambiato con l'attuale "del Vallo" con riferimento, probabilmente, al Castello.

## Monumenti e luoghi d'interesse
Chiesa di San Lorenzo Martire
La chiesa di San Lorenzo Martire, insieme al castello Alarcón y Mendoza e alla torre del Jentilino, è una delle strutture più antiche e rappresentative di San Lorenzo del Vallo. È stata edificata intorno al 1740 e alla sua destra presenta un campanile interamente di pietra con un orologio che scandisce i tempi della comunità. Nella sua struttura, il campanile è rimasto inalterato rispetto al progetto e alla costruzione di tre secoli fa: ha una base a pianta quadrata ed è diviso in quattro ordini, con una cupola di forma ottagonale sulla sua sommità. Alto circa 30 metri, risulta una delle strutture più alte del paese.
Sulla facciata esterna della chiesa, nella parte superiore, è raffigurata l'immagine della Madonna col Bambino. All'interno, le navate laterali si mostrano più basse rispetto a quella centrale. Nella cappella dedicata a San Francesco è conservata una statua lignea del Santo.

## Economia
L'economia di San Lorenzo del Vallo si basa principalmente sull'agricoltura.
Uliveti e pescheti rappresentano le principali piantagioni presenti nel territorio, con una prevalenza dei primi. L'olivo costituisce infatti la più importante risorsa economica di San Lorenzo del Vallo.

## Società

### Evoluzione demografica
Abitanti censiti